# Ваља Оревица
Ваља Оревица (рум. Valea Orevița) је насеље у општини Сикевица, округ Караш-Северен у Румунији. Налази се на надморској висини од 284 м.

## Становништво
Према подацима из 2002. године у насељу је живело 11 становника, од којих су сви румунске националности.